# シャーロット・ディーン
シャーロット・ディーン（英語: Charlotte Deane、1975年5月6日 - ）は、イギリスの統計学者。オックスフォード大学教授。オックスフォード大学・統計学部学部長。